# Calyptotheca capitifera
Calyptotheca capitifera är en mossdjursart som först beskrevs av Canu och Bassler 1929.  Calyptotheca capitifera ingår i släktet Calyptotheca och familjen Parmulariidae. Inga underarter finns listade i Catalogue of Life.